# Aeroportul Marau Sound
Aeroportul Marau Sound (IATA: PRS, ICAO: AGGP) este un aeroport din Guadalcanal Province⁠(d), Insulele Solomon. A fost numit după Marau Sound⁠(d).
aeroportul dispune de o singură pistă.